# Henri Béraud
Henri Béraud (n. 21 septembrie 1885, Lyon, Rhône⁠(d), Franța – d. 24 octombrie 1958, Saint-Clément-des-Baleines, arrondissement de La Rochelle, Poitou-Charentes, Franța) a fost un romancier și jurnalist francez. El a fost condamnat în 1945 la moarte - pedeapsă comutată ulterior în închisoare pe viață – pentru colaborare cu regimul de la Vichy.

## Biografie
Henri Béraud era fiul unui brutar. A început să practice jurnalismul în 1903.
S-a alăturat săptămânalului satiric Le Canard enchaîné în februarie 1917, la recomandarea lui Paul Vaillant-Couturier și Roland Dorgeles. O prietenie veche l-a legat de Albert Londres. El a scris, de asemenea, pentru Le Crapouillot, revista fondată de Jean Galtier-Boissiere.
A publicat povestiri, un foileton scurt (L'angoisse du mercanti ou le compte du tonneau în 1918), un studiu cu privire la umorul din zona Lyon și mai ales articole polemice. A fost, de asemenea, reporter internațional al ziarelor Petit Parisien și Paris-Soir în perioada 1934-1944.
El a devenit cunoscut ulterior ca autor al unor romane cu un succes comercial ridicat și a câștigat Premiul Goncourt în anul 1922. S-a remarcat ca un anglofob virulent și într-o mai mică măsură ca antisemit. Acești factori l-au determinat să sprijine regimul de la Vichy. Sprijinul său s-a materializat în publicarea unor articole în săptămânalul de orientare fascistă Gringoire, în care-și exprima ura față de armatele britanice și critica mișcarea de eliberare a Franței, deși a dezaprobat, de asemenea, nazismul.
Ajutorul acordat guvernului de la Vichy a determinat condamnarea sa la moarte în 1945, dar mai mulți scriitori, printre care și François Mauriac, au intervenit în favoarea lui. Sentința i-a fost comutată de către Charles de Gaulle în închisoare pe viață. În 1950 el a fost eliberat din motive de sănătate. A murit opt ani mai târziu.

## Lucrări
- L'École moderne de peinture lyonnaise, 1912
- Le Vitriol de Lune,  1921, carte premiată cu premiul Goncourt în 1922
- Le Martyre de l'obèse, 1922, carte premiată cu premiul Goncourt în 1922
- Lazarus, Albin Michel, 1924
- Ce que j'ai vu à Moscou, Les Éditions de France, 1925
- Le Bois du templier pendu, Les Éditions de France, 1926
- Ce que j'ai vu à Berlin, Les Éditions de France, 1926
- La Gerbe d'or, Les Éditions de France, 1928
- Rende-vous européens, Les Éditions de France, 1928
- Ce que j'ai vu à Rome, Les Éditions de France, 1929
- Qu’as-tu fait de ta jeunesse ? (1941)
- Les Lurons de Sabolas (1932)
- Ciel de suie (1933)
- Faut-il réduire l'Angleterre en esclavage (1935)
- Les raisons d'un silence, Inter-France, 1944
- Les derniers beaux jours, Plon, 1953
- Portraits de contemporains
- Retour sentimental vers Alphonse Daudet, 2001
- Écrits dans Gringoire (1928–1937), 2003
- Au Capucin Gourmand
- Le Flâneur salarié